# Ноторо (озеро)

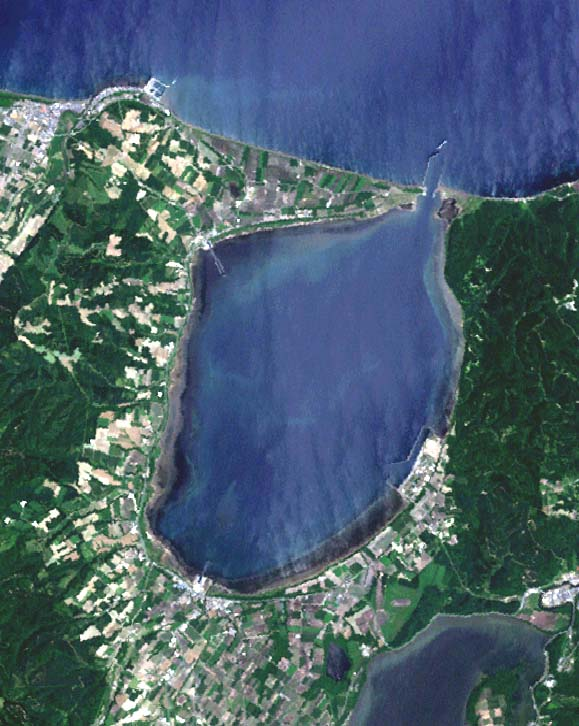
Супутникове фото (2000)

Озеро Ноторо (яп. 能取湖（のとろこ、のとりこ)— озеро, розташоване в місті Абашірі, Хоккайдо . Входить до квазінаціонального парку Абашірі . Назва озера походить від айнського слова «нот-оро» (досл. "на мисі"), яке спочатку стосувалося мису Ноторо на північно-східній стороні. З 1 вересня 2018 року його розглядають як морську поверхню відповідно до Закону про рибальство  .

## Географія
Розташоване в північно-східній частині Хоккайдо, це морське озеро, яке з'єднується з Охотським морем . Має площу 59 км 2, максимальну глибину в межах затоки 21 м, а в гирлі затоки — 10 м . Це 14-е за величиною озеро Японії. Раніше це було солонувате озеро, гирло якого сезонно відкривалося і закривалося морською водою, але в 1973 році було проведено облицювання, щоб зафіксувати гирло озера, і тепер воно є повністю солоне озеро.

## Природа
Уздовж берега озера росте колонія солонець (коралової трави), яка щороку у вересні вкривається червоним кольором. В районі Уваранаї знаходиться найбільша колонія трави  аккесі в Японії, і щороку у вересні тут проводиться фестиваль коралової трави. Уздовж берегів озера росте камка морська, утворюючи одне з найбільших заростей в Японії. Оскільки озеро виходить до Охотського моря, воно колись було домівкою для популяції білух, які дрейфували до берега.

## Використання
Індустріальний парк Ноторо розташований у районі портового міста Ноторо ( рибальський порт Фумігаока) на східному узбережжі, а автокемпінг «Лейксайд Парк Ноторо» розташований у північній частині парку. З середини квітня до середини жовтня територія навколо об'єкту і північний кінець озера відкриті для риболовлі під час припливів і відпливів. У Науковому центрі рибальства Абасірі, розташованому в тому ж районі, виставлено рибальське обладнання та панелі, пов'язані з рибальством уздовж узбережжя Абасірі, включаючи озеро Ноторо, а також є невеликий акваріум.
Основна риба, яку ловлять в озері, включає морські гребінці, лосося, хоккайські креветки та камбалу .

## Трафік
Національне шосе 238 проходить уздовж південного і західного берегів озера, а шосе Хоккайдо 76 "Парк Абасірі" - уздовж східного берега. Колишня лінія Юбамі Японської національної залізниці (JNR) колись проходила паралельно національній дорозі, а після її закриття була перетворена на Охотський велосипедний маршрут. Громадський транспорт забезпечується автобусом Абасірі, який курсує вздовж національної дороги.